# تيم ديفيس
تيم ديفيس (بالإنجليزية: Tim Davis)‏ هو مدرب رياضي أمريكي، ولد في 17 يونيو 1958.